# كافاريون (إليا)
كافاريون (Χαβάριον) هي مدينة في إليا في مقاطعة كينتريكي إلادا في اليونان.